# USS Herndon (DD-198)
USS Herndon (DD-198) («Херндон») — американский эскадренный миноносец типа «Клемсон». Проходил службу в Береговой охране США в 1931—1934 годах. во время Второй мировой войны нёс службу в 1940—1944 годах под именем HMS Churchill («Черчилль») в составе ВМС Великобритании, с 16 июля 1944 по 16 января 1945 года — под именем «Деятельный» в составе Северного флота ВМС СССР. Затонул после взрыва 16 января 1945 года во время боя против немецкой подлодки (предположительно, U-956).

## Служба

### USS Herndon
Своё имя корабль получил в честь коммандера ВМС США Уильяма Льюиса Херндона. Строительство начато компанией Newport News Shipbuilding & Dry Dock Company 25 ноября 1918, спущен на воду 31 мая 1919 года в присутствии Люси Тейлор Херндон (англ. Lucy Taylor Herndon), племянницы коммандера Херндона. Введён в эксплуатацию 14 сентября 1920 года в Норфолке, первый командир корабля — лейтенант-коммандер Л. Х. Тебо (англ. L. H. Thebaud).
После ходовых испытаний в водах Новой Англии USS Herndon был отправлен 3 ноября 1920 года в резерв в Чарлстон, использовался в дальнейшем в учениях и манёврах вдоль Восточного побережья США. 6 июня 1922 года выведен из состава флота в Филадельфии. В 1930—1934 годах нёс службу в составе Береговой охраны США, участвовал в так называемых «ромовых патрулях», направленных на предотвращение ввоза контрабандного алкоголя в Штаты.
4 декабря 1939 года «Херндон» вернулся в распоряжение ВМС США, после ходовых испытаний пришёл 23 января 1940 года на базу Гуантанамо и вступил в так называемый «Нейтральный патруль» Карибского моря. В июле — августе осуществлял патрулирование зоны Панамского канала и участвовал в тактических учениях, а также учениях по борьбе против субмарин.

### HMS Churchill
Согласно договору с британцами о поставке эсминцев в обмен на строительство баз, 9 сентября 1940 года «Херндон» был передан британцам в Галифаксе и получил имя HMS Churchill (с англ. — «Черчилль») в честь действовавшего премьер-министра. «Черчилль» был лидером 1-й флотилии эсминцев типа «Таун», осуществлявших сопровождение атлантических конвоев и патрулировавших акваторию к западу от Британских островов. Эсминец участвовал в охоте за линкором «Бисмарк»; также в августе 1941 года на борту корабля побывал Уинстон Черчилль, возвращавшийся домой после процедуры подписания Атлантической хартии. «Черчилль» также входил в эскортную группу B-7 в составе Центрально-океанских эскортных сил, сопровождая конвои HX-186 и ON-94.
Помимо этого, «Черчилль» участвовал в сопровождении сил, высаживавшихся в Северной Африке в рамках операции «Факел». Для сопровождения грузовых кораблей с борта «Черчилля» сняли три 4-дюймовых корабельных орудия и три строенных торпедных аппарата, чтобы снизить вес и установить аппараты для сброса глубинных бомб и бомбомёты типа «Хеджхог». Позже «Черчилль» в составе эскортной группы C-4 вышеозначенных Центрально-океанских сил сопровождал конвои SC-112, ON-158, HX-224, ON-177 и HX-235 зимой 1942–1943 годов.

### «Деятельный»
16 июля 1944 года корабль HMS Churchill был выведен из состава ВМС Великобритании. 24 августа 1944 года он был передан СССР британцами в счёт репараций от Италии и вошёл в состав Северного флота. Он обеспечивал морские коммуникации во время службы, а первое задание выполнял в составе конвоя ББ-25, осуществляя вместе с другим ленд-лизовским эсминцем, «Жгучим», сопровождение транспорта «Софья Перовская» из Йоканьги в порт Мезень на входе в Белое море. При проводке конвоя БД-8 24 сентября 1944 года был атакован немецкой подводной лодкой (торпеда прошла вдоль борта эсминца) и затем преследовал её, атакуя глубинными бомбами.
Около 20:30 по московскому времени 16 января 1945 года, сопровождая конвой из Кольского залива в Архангельск, в 40 милях к востоку от мыса Териберский (координаты мыса: 69°15′ с. ш. 35°09′ в. д.) экипаж обнаружил в Карском море немецкую подводную лодку и после неудачной попытки таранить её атаковал глубинными бомбами, сбросив от 10 до 14 бомб. Когда корабль разворачивался для повторной атаки, в его кормовой части произошёл взрыв, который оторвал кормовую конечность и повредил кормовую водонепроницаемую переборку второго машинного отделения. Экипаж не смог предотвратить поступление большого количества воды, и «Деятельный» затонул. Погибли 117 членов экипажа включая командира, капитана-лейтенанта K. A. Кравченко. 7 человек были спасены и подняты на борт эсминца «Дерзкий».
Послевоенные исследования позволяют предположить, что атакованной подлодкой была U-956, которая могла выпустить торпеду с акустической головкой наведения, попавшую в корму «Деятельного». Однако журнал боевых действий этой подлодки за соответствующий период не сохранился, что оставляет возможность иных версий о причинах гибели корабля (подрыв на мине, внутренняя авария). Некоторые источники приписывают потопление «Деятельного» подводной лодке U-286.

## Память
Ряд предметов быта с корабля ныне являются экспонатами музея Herndon Depot Museum в Херндоне (штат Виргиния).
В 2018 году газета Advertiser-Gleam из города Гантерсвилль (Алабама) заявила, что судовой колокол эсминца «Херндон» находится в частной коллекции одного из местных жителей, некоего Билли Саммерса, который приобрёл колокол у неизвестного человека за 20 долларов. Вместе с тем, согласно Командованию ВМС США по истории и культурному наследию, все судовые колокола кораблей ВМС США являются постоянной собственностью Правительства США и Военно-морского министерства, хотя могут быть экспонатами музеев.